# Schütterlehnenquelle
Die Schütterlehnenquelle (älter auch Schütterquelle) ist eine Quelle im Bereich der Rax in Niederösterreich, die für die I. Wiener Hochquellenwasserleitung gefasst wurde.

## Lage
Die Quelle befindet sich direkt in Hinternaßwald am Nassbach, im Gemeindegebiet  Schwarzau im Gebirge, zwischen der Scheibwaldmauer, dem Nordwestabbruch des Raxmassivs, und der Kudelmauer des Sonnleitsteins.

## Geschichte
Die Schütterlehnenquelle liegt im Raum Naßwald–Wasseralm, ein von Anfang an als Hauptquelle der im Laufe der 1860er erbauten und 1873 eröffneten Hochquellenleitung geplantes Quellgebiet.  Durch das Reichswassergesetz des Jahres 1869 und des niederösterreichischen Landeswasserrechtsgesetz des Jahres 1870 wurde aber die rechtliche Stellung aller Unterlieger, Werksbesitzer wie Gemeinden, wesentlich verbessert. Daher musste die Stadt Wien ihre entsprechenden wasserrechtlichen Anträge durch sämtliche Instanzen bis zum Verwaltungsgerichtshof durchfechten. So wurde die Quelle erst 1894 ausgebaut und Herbst 1895 an das Wasserversorgungssystem angeschlossen.
Sie dient aber auch der Wasserversorgung von Hinternasswald.
Die anfangs gute Schüttung der Quelle ließ bald nach. Daher wurde 1945 noch zusätzlich ein Brunnen auf 7 m Tiefe gebohrt.

## Hydrologie, Bauliches und Wasserschutz
Die Quelle gehört zu einer Störung, die Nordost durch das Nassbachtal über den  Kuhschneeberg zum Klostertaler Gscheid streicht, und den Wettersteinkalk der Rax-Schneeberg-Gruppe nördlich begrenzt.  (zu dieser Störung gehört auch die Fuchspaßquelle bei Singerin). Hier wirkt aber auch die hydrogeologische Sperrschicht der Werfen-Formation, die den Wettersteinkalk der Rax-Schneeberg-Gruppe westlich und südlich begrenzt.
Die Schütterlehnenquelle entspringt dem Kalk-Sturzgeröll der Kudelmauer. Hier hat der Nassbach aber die wasserführende Lehmschicht durchbrochen und unterhalb einen weiteren Quellhorizont angebissen, sodass der Lauf unterhalb der Quelle deutlich wasserreicher war als oberhalb. Deshalb wurde quer über das Tal ein etwa 35 m langer und 4 m tiefer Saugschlitz gegraben, in die eine Drainageleitung (gelochte 150-mm-Steinzeugrohre) gelegt wurde. Diese leiten das Quellwasser der Schütterlehenquelle und der unterirdischen Quellen dem Brunnhaus am anderen Ufer des Nassbaches zu, wo dann auch der Anschluss an den von der Reißtalquelle kommenden Strang erfolgt.
Die Quellen schütteten anfangs um die 20 Liter pro Sekunde (2000 Kubikmeter täglich).
Seit 1965 besteht hier das große Wasserschongebiet Rax–Schneeberg–Schneealpe, und im Umkreis von 500 Metern ist strenges Wasserschutzgebiet. Der Wasserschutz wird von der Wiener MA 31 (Wien Wasser) und der MA 49 (Forstamt) betraut. Außerdem ist hier das umfassende Landschaftsschutzgebiet Rax–Schneeberg.